# Peter Behrens (músico)
Peter Behrens (Sanderbusch, Baja Sajonia, Alemania, 4 de septiembre de 1947-Wilhelmshaven, Baja Sajonia, Alemania, 11 de mayo de 2016) fue un baterista, actor, músico y payaso alemán.

## Biografía

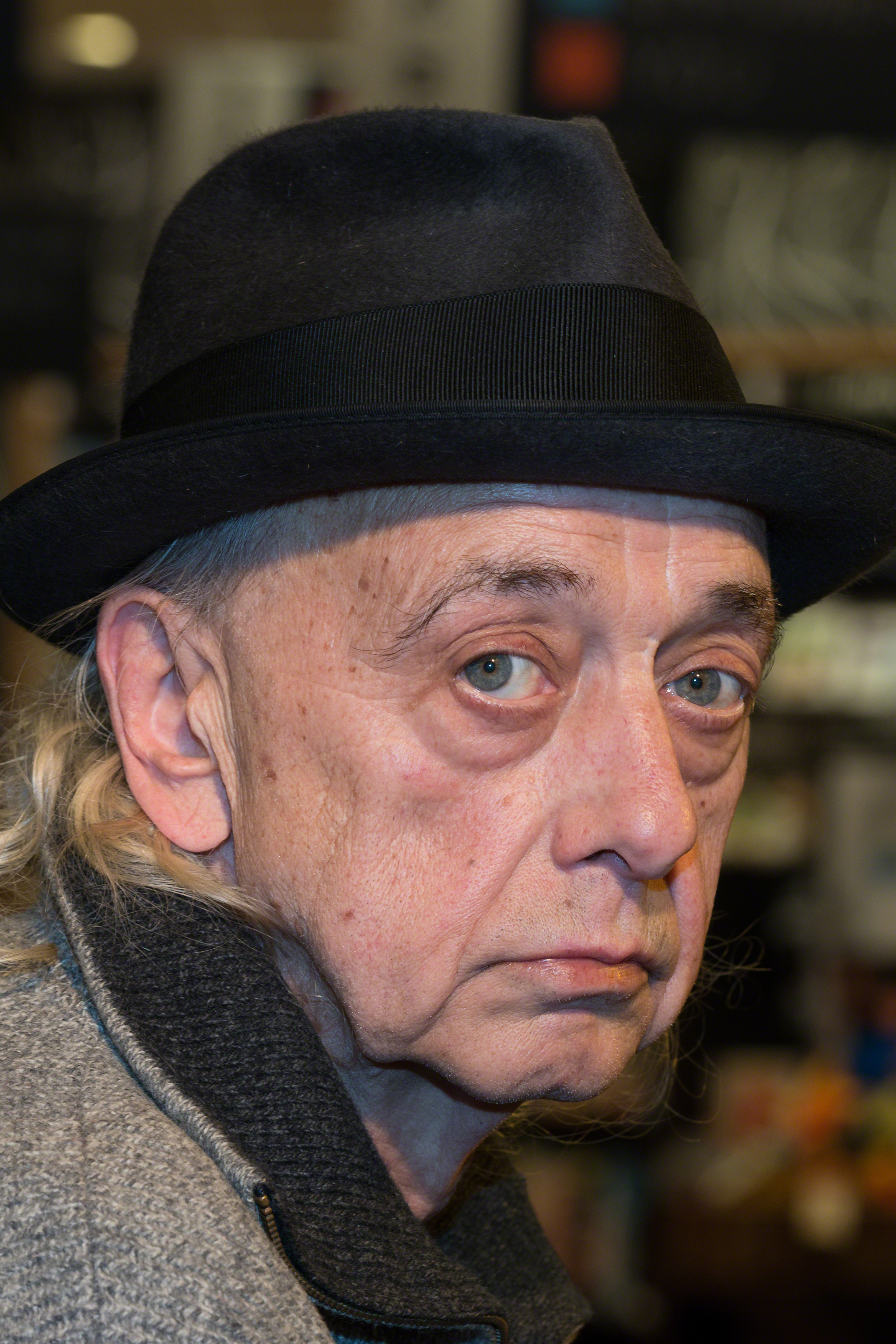
Peter Behrens en 2014

Peter Behrens nació en Sanderbusch, Baja Sajonia, Alemania, el 4 de septiembre de 1947. Era el hijo ilegítimo de un soldado estadounidense y fue puesto en adopción por su madre biológica. Fue adoptado por la familia Behrens, donde creció en el norte de Alemania. Después de graduarse de la escuela secundaria en Jaderberg, estudió en una universidad cercana, pero renunció poco tiempo después.
Posteriormente, realizó giras como baterista en varias bandas, tocando por todo el norte de Alemania y durante medio año por toda África. En 1971 tocó en la banda de Krautrock Silberbart, que lanzó un álbum de hard rock psicodélico, ahora muy popular entre los coleccionistas. Hacia finales de la década de 1970, asistió a la escuela de circo de Milán y trabajó brevemente como payaso y artista de pantomima.
Junto con Stephan Remmler y Gert Krawinkel, Behrens fue miembro de la banda alemana Trio a principios de la década de 1980, donde tocaba la batería. La banda se hizo conocida particularmente a través del título minimalista Da Da Da, como parte de la New German Wave. Los otros dos miembros conocieron a Behrens a través de un anuncio de un periódico.
Behrens era conocido por su atuendo algo formal: camiseta blanca, pantalón blanco, tirantes / tirantes rojos y zapatos rojos. Su peinado incorporó una espiral ascendiente similar a la de Motriz de Max y Motriz. Adoptó está apariencia antes de la escuela de payasos y Trio. Solía tocar la batería de pie de manera rígida con una expresión pétrea, lo que contribuía al aspecto distintivo de la banda.
Tras la disolución de Trio en 1986, y tras superar el alcoholismo y un grave problema de drogas, se dedicó a su trabajo como trabajador social en las calles de Bremerhaven y Wilhelmshaven. Como solista, no tuvo éxito. Interpretó canciones, incluida la canción oficial del Campeonato de Europa de Fútbol de 1988, Das Tor, Dep De Dö Dep, una versión de "Tom's Diner" de Suzanne Vega.
A finales de la década de 1980, Peter Behrens apareció en algunas películas. En sus tres primeros de estos (Andre Handles Them All, Drei gegen Drei y Tausend Augen), jugó papeles aún más importantes. En Manta - Der Film, jugó un papel secundario mínimo. En 2005 y 2006 se incorporó a Frl. Menke actuando en un musical en Hamburgo. Después de que este musical terminó su carrera, volvió a tocar la batería en una banda. En 2008, bajo el nombre de 'Peter Behrens (Ex-Trio) & Drei Mann im Doppelbettse publicó una canción llamada "drei zwei", escrita por tres Trio-fans, para la cual se produjo un vídeo musical. También hay un videoclip musical titulado "Goldene Zeiten" (Golden Times) dirigido por Carsten Freckmann del grupo Art & Weise de 2014 con Peter Behrens como payaso.

## Vida personal y muerte
Behrens tenía dos hijos y vivía en Wilhelmshaven, donde murió el 11 de mayo de 2016 a la edad de 68 años por síndrome de disfunción multiorgánica.

## Discografía

### Álbumes de estudio
- 1971 4 Times Sound Razing (con Silberbart)

### Solista
- 1987 "Stunden der Einsamkeit"
- 1988 "Das Tor"
- 1990 "Sie Kam Australien"
- 1991 "Der Purple-Lederhosen Lambada"
- 1992 "Immer nur Love" (con Elisabeth Volkmann)
- 2008 "Drei Zwei" (con Drei Mann im Doppelbett)

## Filmografía
- 1984 Tausend Augen
- 1985 Andre Handles Them All
- 1985 Drei gegen Drei
- 1991 Manta – Der Film